# 拿騷的亨麗埃特·卡塔里娜
拿騷的亨麗埃特·卡塔里娜（荷蘭語：Henriëtte Catharina van Nassau，1637年2月10日—1708年11月3日），安哈特-德紹親王妃，奧蘭治親王弗雷德里克·亨德里克的女兒。

## 家庭
1659年，亨麗埃特·卡塔里娜與安哈特-德紹親王約翰·卡西米爾的獨子約翰·格奧爾格結婚，兩人共有1子3女：
1. 伊莉莎白·阿爾貝汀（1665年—1706年）
2. 亨麗埃特·阿瑪莉埃（1666年—1726年）
3. 利奧波德一世（1676年—1747年）
4. 約翰娜·夏洛特（1682年—1750年）